# 자비
자비(慈悲,Mercy)란 어려운 이를 사랑하고 가엾게 여기는 것을 말한다. 유대교, 기독교, 불교, 힌두교, 이슬람교 등 거의 모든 종교에서 자비를 주요 미덕으로 간주하며, 특히 불교에서는 자비를 불교의 기본 가르침 중 하나로 여긴다. 종교적 의미로 더 자주 쓰이지만 종교와 상관없이 사회적 의미로도 적잖게 쓰인다. 

## 예
- 내가 너에게 자비를 베풀겠다.
- 자비를 베풀어 주세요. 사무량심

## 불교의 자비
자(慈,maitri)와 비(悲,karuna)를 합쳐서 이르는 말로 비를 자비라고 일컫기도 한다.